# Positivfilm
Als Positivfilm bezeichnet man einen fotografischen Film, der primär als Kopiermaterial für Filmkopien angewendet wird und dessen Farben und Grauwerte unmittelbar in ihren natürlichen Abstufungen sichtbar sind. Positivfilme haben als Kopiermaterial eine wesentlich niedrigere Lichtempfindlichkeit und sind feinkörniger. Der Positivfilm ergibt nach der Entwicklung ein projizierbares Diapositiv.
Ein Umkehrfilm ist nicht als Positivfilm zu bezeichnen.

## Verfahren
Ein Kinofilm wird üblicherweise auf Negativfilm belichtet, das Positiv – also die fertige Filmkopie für die Projektion im Kino – wird durch eine Kontaktkopie des Negativs auf einen Positivfilm belichtet und durch anschließendes Entwickeln hergestellt.